# 楊熊
楊 熊（よう ゆう、? - 紀元前207年）は、秦末期の武将。劉邦と戦ったが敗れ、秦の二世皇帝である胡亥によって処刑された。

## 生涯

### 史書の登場に至る経緯
二世二年（紀元前208年）後9月、劉邦は楚の懐王（後の義帝）により武安侯に封じられ、彭城の西方にある秦の土地の攻略を目指す。
二世三年（紀元前207年）12月、楚の項羽の軍が鉅鹿にて、鉅鹿を包囲していた秦軍を破る（鉅鹿の戦い）。
同年端月（1月）、鉅鹿にて秦軍の将である王離が項羽に捕らえられ、捕虜となる。
同年2月、項羽が率いる諸侯の軍と章邯の秦軍が棘原において交戦する。項羽が勝利し、章邯は退却する。
劉邦は彭越と連合し、両軍で昌邑を攻めたが落とすことはできなかった。劉邦は、酈食其の策を用いて、陳留を攻略して、秦が蓄積していた食料を得た。
同年3月、劉邦は秦の将である趙賁の軍を撃破して、開封を攻めたが、開封は落とせなかった。そこで、劉邦は西方に向かった。

### 事績
秦の将である楊熊は、白馬において劉邦と戦った。再度、曲遇の東において、劉邦と戦ったが大敗した。曲遇における楊熊との戦いでは、劉邦配下であった曹参・樊噲・夏侯嬰・傅寛・郭蒙 が武功を挙げた。また、傅寛は楊武においても楊熊の軍と戦っている。
楊熊は滎陽に敗走した。楊熊は、秦の二世皇帝である胡亥が送ってきた使者によって処刑され、みせしめとされた。
同年4月、劉邦は潁陽を攻めて落とす。また、洛陽の南にある轘轅に進軍したところで、張良が兵を率いて劉邦に従軍する。劉邦は、轘轅を攻略し、かつての韓の地にあった10余りの城を降伏させる。この時、楊熊の軍（残軍？）も打ち破られている。

### 後世の評価
前漢時代において、淮南王劉安が武帝への謀反を図った時、臣下の伍被が、「（武帝に仕える）大将軍の衛青の才幹は、秦の章邯や楊熊の比ではありません。（だから、反乱は失敗します）」と答え、引き合いに出されている。